# Enicmus testaceus
Enicmus testaceus is een keversoort uit de familie schimmelkevers (Latridiidae). De wetenschappelijke naam van de soort werd in 1830 gepubliceerd door James Francis Stephens.